# Atlas Copco
Atlas Copco Aktiebolag (NASDAQ OMX: ATCO A ATCO B) er en international svensk industrivirksomhed med hovedkontor på Sickla Industriväg i Nacka, Stockholm. Virksomheden havde i 2015 43.000 ansatte og en omsætning på 102 mia. svenske kroner. Der arbejdes indenfor områderne: kompressorteknik, industriteknik, minedrift- og stenbrudsteknik samt bygge- og anlægsteknik. Over 98 % af salget foregår udenfor Sverige. Produkterne indenfor håndværktøj og boremaskiner produceres i Sverige, i blandt andet Tierp, Örebro, Fagersta og Kalmar, mens kompressorfremstillingen foregår udenlands. Atlas Copco anses som meget fremstående indenfor kerneområderne kompressorteknik, stenboring (sprænghulsboring og efterforskning) samt håndværktøj til primært bilindustrien.

## Historie
Virksomheden har sin baggrund i to forskellige industrivirksomheder som begge blev grundlagt i Stockholmsområdet i slutningen af 1800-tallet.

### Aktiebolaget Atlas
Aktiebolaget Atlas stiftedes i 1873, bestyrelsesformand var André Oscar Wallenberg og Edward Fränckel var administrerende direktør. Virksomheden opførte virksomheder i det nuværende Atlasområdet i Vasastaden, Stockholm, desuden havde man et værksted i Södertälje. Virksomheden lå lige ved hovedjernbanen i Stockholm, og siden begyndelsen fremstillede man materialer til jernbanen, til eksempelvis passagervogne, godsvogne, skinner, omskiftere, jernbanebroer, dampmaskiner og lokomotiver, men også kanoner til forsvaret. I 1880-tallet købte man Brynäsværftet i Gävle.

#### Nya AB Atlas
I slutningen af 1880-tallet lukkede virksomheden på pga. dårlig økonomi og selskabet blev rekonstrueret med det nye navn Nya AB Atlas. I begyndelsen af 1900-tallet blev trykluftsprodukter væsentlige. De første produkter var nit- og mejselhammere. I 1910- og 1920-tallet begyndte produktionen af forskellige stenboremaskiner.

### AB Diesels Motorer
AB Diesels Motorer etableredes i 1898 efter initiativ fra Marcus Wallenberg, som samme år købte en licens til at fremstille dieselmotorer udviklet af den tyske ingeniør Rudolf Diesel.
I 1898 købte virksomheden to store grunde i Sickla i den vestlige del af Nacka kommun. Der blev bygget en fabrik, men også arbejderboliger i det nuværende Tallbacken. De første motorer leverederes 1899. Fremstillingen var fra begyndelsen ganske lille, men der blev satset meget på udvikling. I 1907 havde man udviklet en vendbar dieselmotor som kunne anvendes til skibe. Dermed var de dampdrevne skibes tid forbi.
Siden et tidligt stadie har der været samarbejde med Nya AB Atlas, og i 1913 besluttede virksomheden enstemmigt at etablere sig på det russiske marked. Samarbejdet var så givende at man i 1917 besluttede at fusionere under navnet Atlas Diesel AB.

### Atlas Diesel AB
1927 koncentrerede virksomheden sig om fabrikkerne i Sickla og området i Vasastaden, Stockholm, hvor man også let kunne bygge boliger. I Sickla opførtes flere nye bygninger.
Gennem de efterfølgende år voksede virksomheden. Efter anden verdenskrig blev ansat meget nyt personale bl.a. mange italienske indvandrere. I 1948 omfattede fabriksområdet hele 210.000 m². Samme år traf man beslutningen om at droppe fremstillingen af dieselmotorer for helt at koncentrere sig om trykluftprodukter
I 1956 skiftede man navn til Atlas Copco. Navnet Copco stammer fra overtagelsen af belgiske Airpic Engineering NV, hvor Copco er et akronym for det franske Compagnie Pneumatique Commerciale.

## Ledelse
Atlas-Copco og dets forgængere har siden etableringen i 1873 haft følgende administrerende direktører / koncernledere.
- 1873-1887: Eduard Fränckel
- 1887-1909: Oscar Lamm
- 1909-1940: Gunnar Jacobsson
- 1940-1957: Walter Wehtje
- 1957-1970: Kurt-Allan Belfrage
- 1970-1975: Erik Johnsson
- 1975-1991: Tom Wachtmeister
- 1991-1997: Michael Treschow
- 1997-2002: Giulio Mazzalupi
- 2002-2009: Gunnar Brock
- 2009-2017: Ronnie Leten
- 2017-: Mats Rahmström

## Mærker
Atlas Copco har en række forskellige mærker som anvendes om koncernens produkter. En af de mest kendte produktserier er de håndholdte bore- og mejselmaskiner Cobra.
Produktnavne som COP1238 og COP4050 er to forskellige typer hydraulisk drevne stenboremaskiner og COPROD er en bestemt type bor udviklet og patenteret af Atlas Copco. Atlas Copcos første fuldt hydrauliske stenboremaskine COP1038 introduceredes i 1972. Bogstaverne "COP" relaterer til første del af virksomhedsnavnet "COPCO".

## Galleri
- Atlas Copcos tunnelborremaskine "Rocket Boomer E2C", model 2009 i arbejde ved Citybanan.
- "Tekniska kontoret", Atlas Copcos oprindelige kontor  på Sickla industriväg i Nacka.
- Før dette A-hallen på Atlas Copcos område fra 1908-1909. oprindeligt produktionshal til kompressordele. Numera hemvist för kulturförvaltningen i Nacka.
- En kompressor XAS 66 fra Atlas Copco malet i kundetilpassede farver.

## Sickla IF
Sickla IF er en idrætsforening i Nacka, med historiske forbindelser til Atlas Copco AB.